# Mala Kardasinka
Mala Kardasinka (ukránul: Мала Кардашинка) falu Ukrajna Herszoni területén, a Hola Prisztany-i járásban. Lakossága a 2001-es népszámlálás idején 1049 fő volt. Akkor a lakosok közül 95,14% vallotta magát ukránnak, 4,77% orosznak, 0,1% egyéb nemzetiségűnek.
A települést 1785-ben alapították, amikor a terület az Orosz Birodalomhoz tartozott. Egy 1886-os összeírás szerint a lakosainak száma 617 fő volt, a faluban 95 porta volt.
Szent Györgynek szentelt és napjainkban az Ukrán Ortodox Egyház moszkvai patriarchátusához tartozó pravoszláv templomát 1905–1912 között építették.
A faluban egy kilencosztályos általános iskola működik, amelyet 1904-ben nyitottak meg egyházi iskolaként. 1919-ben lett négyosztályos, majd 1952-től hétoszályos iskola.